# Comité américain pour les réfugiés et les immigrants
Le Comité américain pour les réfugiés et les immigrants (U.S. Committee for Refugees and Immigrants, USCRI) est créé « pour protéger les droits et répondre aux besoins des personnes en migration forcée ou volontaire dans le monde et soutenir leur transition vers une vie digne ».

## Histoire
L'histoire du Comité américain pour les réfugiés et les immigrants peut être attribuée à deux organisations créées dans les années 1910 : les Instituts internationaux et le Service d'information en langues étrangères (Foreign Language Information Service, FLIS). Le mouvement des Instituts internationaux débute en 1911 à New York, sous l'impulsion d'Edith Terry Bremer (en). Au cours des six années suivantes, le mouvement se répand à travers le pays avec l'ouverture de bureaux dans le Massachusetts, la Californie, le New Jersey, le Connecticut, la Pennsylvanie, l'Indiana, le Michigan, le Missouri et l'Ohio. En 1924, le nombre d’instituts internationaux est passé à 55 et s’étend à travers le pays jusqu’à Los Angeles.
Les origines du FLIS remontent à 1918, lorsque le Comité américain pour l'information publique commence à s'efforcer de communiquer ses messages de guerre aux membres de la population nationale qui ne parlent pas anglais. À ce titre, le Comité produit des articles sur l’effort de guerre et envoie des traductions prêtes à imprimer aux journaux en langue étrangère publiés aux États-Unis. Après la guerre, le FLIS est créé en tant qu'organisation privée capable de poursuivre un travail similaire. Comme son précurseur, le FLIS rédige et diffuse des articles dans la presse en langue étrangère sur des sujets intéressant les lecteurs immigrés. Cependant, le FLIS élargit cette mission en créant des articles pour la presse anglophone visant à éduquer le grand public sur la vie, la culture et les réalisations des immigrants. En 1922, l'organisation commence à publier Interpreter Releases, une mise à jour hebdomadaire sur la loi sur l'immigration avec 48 numéros par an,.
En 1924, la loi sur les origines nationales, limitant sévèrement le nombre d'immigrants entrant dans le pays, est adoptée, ainsi que la loi sur les crédits de travail qui crée officiellement la patrouille frontalière.
Le FLIS change son nom pour devenir le Conseil commun sur l'unité américaine (Common Council on American Unity, CCAU) en 1939, et le CCAU et les instituts internationaux fusionnent en 1959 pour devenir le Conseil américain pour le service des nationalités (ACNS),. L'ACNS, à son tour, devient Immigration and Refugee Services of America en 1994, et US Committee for Refugees and Immigrants en 2004.

## Activités
Le Comité américain pour les réfugiés et les immigrants (USCRI) administre des programmes nationaux liés à la réinstallation et au placement des réfugiés, aux victimes de la traite des êtres humains nées à l'étranger et aux enfants immigrants non accompagnés. Ses programmes internationaux se concentrent sur la défense des droits des réfugiés et des demandeurs d'asile. Il s'agit d'un partenariat entre l'USCRI et l'American Immigration Lawyers Association (en). Chaque enfant aidé par le centre est âgé de moins de 18 ans et sans parent ni ressources aux États-Unis. Le Centre organise des formations pro bono partout aux États-Unis pour les avocats bénévoles potentiels.

## Enquête mondiale sur les réfugiés
L'Enquête mondiale sur les réfugiés (World Refugee Survey) est un rapport annuel de l'USCRI présentant des informations sur les réfugiés, les personnes déplacées à l'intérieur du pays et les demandeurs d'asile. L'analyse pays par pays est basée sur les informations recueillies auprès des gouvernements, des organisations internationales, des organisations non gouvernementales et des visites sur le terrain. Chaque pays présenté dans l’Enquête reçoit une note. Les pays sont classés en fonction de la jouissance des droits des réfugiés en vertu de la Convention de 1951 relative au statut des réfugiés et sont classés selon : 1) le refoulement/la protection physique 2) la liberté de mouvement et de résidence 3) la détention/l'accès aux tribunaux 4) le droit de gagner de l'argent a Moyens de subsistance et 5) Secours publics et éducation.
Le 19 juin 2008, le Comité américain pour les réfugiés et les immigrants et ses partenaires de recherche publient l'Enquête mondiale sur les réfugiés 2008 avec des événements dans le monde entier. Dans le cadre de sa publication annuelle, l'USCRI publie une liste des dix pires endroits pour les réfugiés. Les pays et les régions sont classés en fonction de leur engagement envers les normes énoncées dans la Convention de 1951 relative au statut des réfugiés. Tel que déterminé par le comité, les « dix pires endroits » sont : le Bangladesh, la Chine, l'Europe, l'Irak, le Kenya, la Malaisie, la Russie, le Soudan et la Thaïlande. Soixante pays accueillant le plus grand nombre de réfugiés sont présentés dans l'enquête de 2008. En 2009, les « pires endroits pour les réfugiés » sont l'Afrique du Sud, Gaza, la Thaïlande, le Kenya, la Malaisie, l'Égypte et la Turquie .
Le 20 juin 2008, le vice-premier ministre Datuk Seri Najib Tun Razak de Malaisie déclare : « La Malaisie est fortement en désaccord avec la nouvelle Enquête mondiale sur les réfugiés 2008 » .